# Nander
Nander, Nanded o Nandair, marathi नांदेड), és una ciutat i municipi de Maharashtra a la regió de Marathawada, capital del districte de Nander o Nanded. És una ciutat santa pels sikhs. Està administrada per una corporació municipal creada el 26 de març de 1997 per unió dels municipis de Nanded i Waghala, a més d'alguns pobles, amb un total de 51,76 km². La ciutat està dividida en la Vella Nanded al nord del riu Godavari i la Nova Nanded al sud (on hi ha Waghala i els pobles menors). La ciutat gaudeix d'un aeroport darrerament rebatejat "Aeroport de Shri Guru Gobind Singh ji" (4 d'octubre de 2008). Al cens del 2001 figura amb 430.733 habitants però ja ha superat àmpliament el mig milió. El 1881 tenia 14.091 habitants i el 1901 eren 14.184.

## Història
Hi hauria governant la dinastia Nanda i fou part de l'imperi maurya sota Asoka. Fou anomenada antigament Nanditat (marathi नंदितट). Després hi van governar els andhres i els satavahanes. Al segle IV Kandhar o Kandahar fou capital del raja Sogadeva; fou regida pel rei chalukya Nanda Deva del que el sobirà local devia ser vassall. Després van seguir els rashtrakutes dels que hi ha inscripcions a Kandhar, Arahapur i Degloor. Hottal, un lloc del districte, fou capital delc chalukyes; després van seguir els yadaves i els kakatiyes.
A l'inici del segle xiv fou conquerida per Muhammad Shah I Khalji (1296-1316) i va estar en poder del sultanat de Delhi fins que a la meitat del segle va passar als bahmànides, i després als kutubshàhides de Golconda sota els que fou una fortalesa de defensa al nord-est amb els nizamshàhides que en algun moment la van ocupar, ja que hi ha una mesquita que fou construïda per Malik Anbar. Les tropes de l'Imperi Mogol van derrotar a Malik Anbar a Nander el 1601. Fou conquerida pels mogols probablement el 1636. La història sota aquestos és poc coneguda. Sota els mogols era capital d'un sarkar de la suba de Bidar. El 1698 va caure en mans dels mahrates.
El 1724 va quedar en mans del subadar del Dècan que va formar el principat d'Hyderabad. El 1708 a la mort d'Aurangzeb, Guru Gobind Singh el desè líder espiritual sikh va arribar a la zona on es va establir; es va proclamar el darrer guru i va establir al Guru Granth Sahib com a guru etern dels sikhs; fou assassinat a la ciutat per un afganès (1708). En honor seu es va construir una gurudwara el 1835 finançada per Ranjit Singh de Lahore, coneguda com a Shri Huzur Abchalnagar Sachkhand Gurudwara.
El 1948 va ser ocupada militarment per l'Índia i forma part de l'estat indi d'Hyderabad i el 1956 de l'estat de Bombai rebatejat Maharashtra el 1960.